# Biegi narciarskie na Mistrzostwach Świata w Narciarstwie Klasycznym 1935
Zawody w biegach narciarskich na IX Mistrzostwach świata w narciarstwie klasycznym odbyły się w dniach 13 lutego – 18 lutego 1935 w czechosłowackim mieście Wysokie Tatry. Rozgrywano tylko biegi mężczyzn.

## Terminarz
| Data           | Miejscowość   | Konkurencja                                           | Złoto                                                                     | Srebro                                                                         | Brąz                                                                       |
| -------------- | ------------- | ----------------------------------------------------- | ------------------------------------------------------------------------- | ------------------------------------------------------------------------------ | -------------------------------------------------------------------------- |
| 15 lutego 1935 | Wysokie Tatry | Bieg indywidualny mężczyzn na 18 km stylem klasycznym | Klaes Karppinen                                                           | Oddbjørn Hagen                                                                 | Olaf Hoffsbakken                                                           |
| 17 lutego 1935 | Wysokie Tatry | Bieg indywidualny mężczyzn na 50 km stylem klasycznym | Nils-Joel Englund                                                         | Klaus Karppinen                                                                | Trygve Brodahl                                                             |
| 18 lutego 1935 | Wysokie Tatry | Bieg sztafetowy mężczyzn stylem klasycznym            | Finlandia · Mikko Husu · Klaes Karppinen · Väinö Liikkanen · Sulo Nurmela | Norwegia · Sverre Brodahl · Bjarne Iversen · Olaf Hoffsbakken · Oddbjørn Hagen | Szwecja · Halvar Moritz · Erik Larsson · Martin Matsbo · Nils-Joel Englund |

## Wyniki zawodów

### 18 km techniką klasyczną
- Data 15 lutego 1935

| Medal | Zawodnik              | Narodowość | Wynik   |
| ----- | --------------------- | ---------- | ------- |
|       | Klaes Karppinen       | Finlandia  | 1:27:50 |
|       | Oddbjørn Hagen        | Norwegia   | 1:28:45 |
|       | Olaf Hoffsbakken      | Norwegia   | 1:31:47 |
| 4     | Sigurd Vestad         | Norwegia   | 1:32:13 |
| 5     | Martin Matsbo         | Szwecja    | 1:32:48 |
| 6     | Bjarne Iversen        | Norwegia   | 1:33:42 |
| 7     | Walter Motz           | III Rzesza | 1:33:48 |
| 8     | Sigurd Røen           | Norwegia   | 1:34:25 |
| 9     | Mikko Husu            | Finlandia  | 1:34:30 |
| 10    | Nils-Joel Englund     | Szwecja    | 1:35:32 |
| ...   |                       |            |         |
| 23    | Michał Górski         | Polska     | 1:41:51 |
| 33    | Władysław Berych      | Polska     | 1:43:58 |
| 59    | Stanisław Wawrytko    | Polska     | 1:49:13 |
| 69    | Jan Haratyk           | Polska     | 1:50:51 |
| 70    | Bronisław Czech       | Polska     | 1:51:04 |
| 73    | Józef Bursa           | Polska     | 1:51:33 |
| 80    | Marian Woyna Orlewicz | Polska     | 1:52:25 |
| 92    | Stanisław Marusarz    | Polska     | 1:54:13 |
| 98    | Tadeusz Wowkonowicz   | Polska     | 1:56:05 |
| 103   | Franciszek Mrowca     | Polska     | 1:56:17 |
| 117   | Andrzej Marusarz      | Polska     | 1:59:59 |

### 50 km techniką klasyczną
- Data 17 lutego 1935

| Medal | Zawodnik          | Narodowość | Wynik   |
| ----- | ----------------- | ---------- | ------- |
|       | Nils-Joel Englund | Szwecja    | 4:14:23 |
|       | Klaes Karppinen   | Finlandia  | 4:26:42 |
|       | Trygve Brodahl    | Norwegia   | 4:32:31 |
| 4     | Mikko Husu        | Finlandia  | 4:34:00 |
| 5     | Kilian Ogi        | Szwajcaria | 4:35:32 |
| 6     | Martin Matsbo     | Szwecja    | 4:35:36 |
| 7     | Elis Wiklund      | Szwecja    | 4:38:24 |
| 8     | Kåre Hatten       | Norwegia   | 4:38:25 |
| 9     | Halvar Moritz     | Szwecja    | 4:43:36 |
| 10    | Franc Smolej      | Jugosławia | 4:45:51 |
| ...   |                   |            |         |
| 13    | Stanisław Karpiel | Polska     | 4:53:28 |
| DNF   | Władysław Czech   | Polska     | –       |
| DNF   | Zdzisław Motyka   | Polska     | –       |

### Sztafeta 4×10km
- Data 18 lutego 1935

| Medal | Zawodnik                                                               | Narodowość        | Wynik   |
| ----- | ---------------------------------------------------------------------- | ----------------- | ------- |
|       | Mikko Husu Klaes Karppinen Väinö Liikkanen Sulo Nurmela                | Finlandia         | 2:42:30 |
|       | Sverre Brodahl Bjarne Iversen Olaf Hoffsbakken Oddbjørn Hagen          | Norwegia          | 2:43:17 |
|       | Halvar Moritz Erik Larsson Martin Matsbo Nils-Joel Englund             | Szwecja           | 2:46:53 |
| 4     | Matthias Wörndle Herbert Leupold Walter Motz Willy Bogner              | III Rzesza        | 2:50:34 |
| 5     | František Musil Jaroslav Kadavy František Šimůnek Antonín Bartoň       | Czechosłowacja I  | 2:54:29 |
| 6     | Gustav Berauer Franz Kraus Josef Ackermann Otto Berauer                | Czechosłowacja II | 2:57:47 |
| 7     | Stanisław Karpiel Władysław Berych Michał Górski Marian Woyna Orlewicz | Polska            | 3:00:26 |
| 8     | Hans Hauser Hermann Gadner Peter Radacher Rudolph Matt                 | Austria           | 3:01:06 |

## Klasyfikacja medalowa dla konkurencji biegowych MŚ
| #  | Reprezentacja | Złoto | Srebro | Brąz | Razem |
| -- | ------------- | ----- | ------ | ---- | ----- |
| 1. | Finlandia     | 2     | 1      | 0    | 3     |
| 2. | Szwecja       | 1     | 0      | 1    | 2     |
| 3. | Norwegia      | 0     | 2      | 2    | 4     |